# 梁楘
梁楘（1392年—1461年），字叔車，號松軒，江西泰和人，明朝政治人物，進士出身。

## 生平
右春坊右贊善梁潛之子。江西鄉試第九十四名。正统元年（1436年）登丙辰科會試第二十名，二甲十九名进士，授刑部主事，善辨冤獄。后经举荐任广西副使，進布政使。当时常有将士杀良民報功，梁楘则命令其主帥，生致難民一人，则準功一級，因此获救百姓无数。其还致力于解决当地民族冲突。官至浙江布政使。

## 家族
曾祖梁彦卿。祖父梁不移。父梁潛，前翰林院侍讀兼右春坊右赞善。母楊氏。永感下。兄叔蒙（丁酉贡士）、弟叔濟、叔荣。娶蕭氏。